# Венера Гальгенбергская
Венера Гальгенбергская — «палеолитическая венера» ориньякской культуры возрастом около 30 тысяч лет. Обнаружена в 1988 году недалеко от города Штратцинг в Австрии, где ранее была обнаружена Венера Виллендорфская. Высота «танцующей» фигурки составляет 7,2 см, масса 10 г. Она сделана из зелёного серпентина. Экспонируется в венском Музее естествознания.